# 양평공 한계순 묘역
양평공 한계순 묘역(襄平公 韓繼純 墓域)은 대한민국 경기도 남양주시 진접읍에 있는 조선시대의 묘역이다. 2001년 1월 16일 경기도의 문화재자료 제102호로 지정되었다.

## 개요
한계순(1431~1486)은 한상경의 손자이며, 한혜의 아들이다. 조선 초기 문신으로 자는 수옹(粹翁)이다. 예종대에 남이의 옥사를 다스리는데 공을 세워 수충보사병기정난익대공신(輸忠保社炳幾定難翊대功臣) 1등에 책록되고, 청평군(淸平君)에 봉해졌다. 창경궁을 영조할 때 선공제조(繕工提調)가 되어 공사를 관장하였으며, 그 공로로 숭정대부(崇政大夫)에 올랐다. 시호는 양평(襄平)이다.
묘역은 한상경 묘에서 동쪽으로 100m의 거리에 있으며 부인 권씨(權氏)의 묘와 위 아래로 배치되어 있다. 한계순의 묘에는 화관석(花冠石) 묘표(墓表), 상석, 장명등, 문인석 1쌍, 2단의 계체석 등이 배치되어 있다. 비음에는 "대명성화이십이년병오(大明成化二十二年丙午)"의 간지가 있어 1486년에 건립된 것임을 알 수 있다. 봉분 앞의 장명등은 상태가 양호한 채로 보존되어 있는데 사모지붕형의 옥개석과 몸체부분의 안상문 등의 무늬가 잘 남아 있다.
묘역의 입구에는 총높이 230cm의 화관석 묘갈(묘碣)이 세워져 있는데 비양의 상단에 전서(篆書)로 "한양평공묘갈명(韓襄平公墓碣銘)"이라 횡서했다. 비문의 글씨는 마모가 많은 편이며, 건립연대는 성화(成化) (1465~1487)의 연호로 보아 한계순의 사망연대(1486) 혹은 그 다음해에 건립된 것임을 알 수 있다. 화관석(花冠石) 문양의 장식이 이채롭다.

## 같이 보기
- 한계순

## 참고 문헌
- 양평공한계순묘역 - 국가유산청 국가유산포털